# Đồng hồ ABC

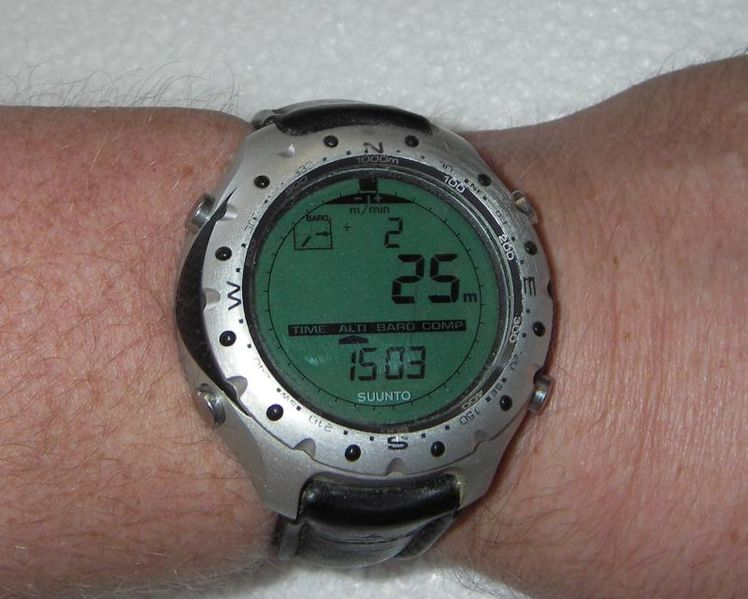
Đồng hồ Suunto X-lander, một mẫu đồng hồ ABC đang hiển thị thông số về độ cao. Ngoài chức năng trên, ở góc trái trên cùng là biểu đồ theo dõi sự biến đổi của khí áp để dự báo thời tiết theo nguyên tắc trước khi mưa thường khí áp sẽ giảm đột ngột. Còn dòng dưới cùng là dòng hiển thị thời gian.

Đồng hồ ABC (tiếng Anh: ABC watch) là một loại thiết bị điện tử cầm tay, được thiết kế dưới dạng đồng hồ chỉ giờ đa chức năng có tích hợp các cảm biến. Tên gọi "ABC" là viết tắt từ các từ "Altimeter" (dụng cụ đo độ cao), "Barometer" (áp kế) và "Compass" (la bàn). Ngoài ra, tùy theo nhà sản xuất, đồng hồ ABC còn có thể được tích hợp thêm các chức năng khác như sử dụng pin năng lượng mặt trời, dự báo thời tiết, pha mặt trăng, pha sóng biển, định vị toàn cầu GPS... Đa số đồng hồ ABC là đồng hồ số điện tử, tuy nhiên cũng có một số loại đặc biệt dùng các kim (analog) để hiển thị thông số. Tuy nhiên, các thông số do đồng hồ ABC hiển thị được cảnh báo là sẽ không chính xác nếu không được cân chỉnh trước khi sử dụng.

## Công dụng
Đồng hồ ABC thường được ứng dụng trong các chuyến đi khám phá, dò đường, đo đạc. Nó đặc biệt được những người yêu thích xê dịch (trekking) tin dùng như là một công cụ đáng tin cậy và tiện lợi có thể thay thế la bàn chỉ đường. Vì vậy, đồng hồ ABC đặc biệt được những người thích du lịch khám phá (outdoor) yêu thích.

## Các hãng sản xuất
Các hãng sản xuất đồng hồ ABC nổi tiếng trên thế giới có thể kể đến Casio của Nhật Bản, hay Suunto  của Phần Lan. Ngoài ra một số hãng khác như Garmin, Ciclosport, La Crosse Technology, Nike và Vestal .